# Antonio Aragüez
Antonio Aragüez Vela (n. Zona Internacional de Tánger, 8 de octubre de 1954) es un dibujante, ilustrador y autor español que ha trabajado en numerosas ramas de la ilustración: publicidad, dibujos animados, revistas, medios de comunicación y especialmente en libros infantiles.

## Biografía
Estudió en la Alianza francesa y en el Instituto Politécnico Español de Tánger. Con 22 años obtiene la Licenciatura de Ciencias de la Información en la sección de Ciencias de la Imagen Visual y Auditiva en la Universidad Complutense de Madrid.
En 1974, antes incluso de haber terminado la carrera, ya había empezado a trabajar en el mundo de la ilustración, colaborando en diversas películas de dibujos animados con José Ramón Sánchez y la Productora de Cruz Delgado; y en ilustraciones para libros de texto de las editoriales Alhambra y Grupo Santillana. Durante los siguientes años colabora además con otras editoriales como Altea, Mangold y las revistas Fuera Borda y Nuevo Estilo. En 1980 comienza a trabajar para diferentes agencias de publicidad, participando en campañas de marcas como Ford, Zanussi o Tetrapak. Poco después, en 1982 ilustra un cuento navideño para el programa Sabadabada de TVE.
En 1986 se traslada a Barcelona donde entre otros muchos trabajos, ilustra el Cartel para el Voluntariado Olímpico y el de los directores de cine catalanes para el Festival de Cannes. Al año siguiente regresa a Madrid donde comienza a trabajar para la revista del Ministerio de Obras Públicas y Transportes. Sigue colaborando con agencias y estudios gráficos (Walter Thompson, Contrapunto, J.BAN, TAU Diseño…), editoriales (Santillana, Grupo Anaya…) y revistas de tirada nacional (A vivir, Crecer Feliz, Caracola…). Además realiza ilustraciones para 2 revistas francesas infantiles (Youpi y Diabolo).
Hacia el año 1992 Antonio cambia su residencia a Alicante, donde sigue ilustrando tanto para libros como para campañas publicitarias (como la de Prenatal) y para medios de comunicación (como el diario Información). En 1995 gana el concurso para el cartel anunciador de las Hogueras de San Juan de aquel año (Ayuntamiento de Alicante). En 1996 inicia una colaboración de 3 años para el programa Saber Vivir de TVE con ilustraciones en clave de humor sobre temas de salud.
Desde entonces, ha seguido trabajando en proyectos para el Ministerio de Fomento, la Caja de Ahorros del Mediterráneo, la revista de Puertos del Estado, editoriales como Oxford University Press,http://www.flickr.com/photos/araguez_illustration/ Santillana, Edelvives, Grazalema, Grupo SM y otras instituciones y empresas.